# Рассам, Жюльен
Жюльен  Рассам (фр. Julien Rassam; настоящая фамилия Лангман, Рассам — девичья фамилия матери; 14 июня 1968, Нёйи-сюр-Сен, О-де-Сен, Франция — 3 февраля 2002, IV округ Парижа, Франция) —  французский киноактёр, сын режиссёра Клода Берри и брат продюсера Тома Лангманна. Его отец был евреем, а мать родилась в Ливане . Со стороны матери он является племянником продюсерам Жану-Пьеру Рассаму и Полю Рассаму.

## Биография

### Карьера
Жюльен дебютировал в кино ребёнком, снявшись в картине своего отца под названием «Самец века». Наиболее заметными ролями в карьере Жюльена Рассама можно считать принца Франсуа в историческом фильме Патриса Шеро «Королева Марго» и Бенуа в «Аккомпаниаторше» Клода Миллера, за которую в 1993 году он был номинирован на премию «Сезар» как самый многообещающий новичок среди мужчин-актёров. В 1992 году он попробовал себя в режиссуре и снял короткометражный фильм Jour de colère, который был представлен в основном конкурсе Festival Premiers Plans d'Angers.

### Личная жизнь и смерть
Самым известным романом Жюльена Рассама являются  отношения с актрисой Марион Котийяр. С 2000 года, после случайного падения с третьего этажа отеля Raphael в Париже, он страдал параличом нижних конечностей. В 2002 году, в возрасте 33 лет, актёр покончил жизнь самоубийством. Его мать, Анна-Мари Рассам, в 1997 году также покончила с собой, выпрыгнув из окна квартиры своей подруги — матери Изабель Аджани.